# ویوارتیا
ویوارتیا (یونانی: VIVARTIA) شرکت صنایع غذایی یونانی است، که در سال ۱۹۶۸ تأسیس شد.